# Liga dos Eleitores do Condado de Dallas
A Liga dos Eleitores do Condado de Dallas (em inglês:  Dallas County Voters League) (DCVL) foi uma organização local no Condado de Dallas, Alabama, que contém a cidade de Selma, que buscou registrar eleitores negros durante o final dos anos 1950 e início dos anos 1960.
A organização foi fundada na década de 1920 por Charles J. Adams, um funcionário do serviço postal e organizador dos direitos civis que também era o representante local da NAACP. Depois que ele se mudou para Detroit, ele foi substituído por Sam Boynton, o marido de Amelia Boynton.
A DCVL foi posteriormente revivida por um comitê de direção de oito membros, conhecido como "Oito Corajosos": Amelia Boynton, Ulysses S. Blackmon, James E. Gildersleeve, Frederick D. Reese, Rev. John D. Hunter, Rev. Henry Shannon, Earnest Doyle e Marie Foster. Esses membros tentaram registrar cidadãos negros no final da década de 1950 e no início da década de 1960, mas seus esforços foram bloqueados por autoridades estaduais e locais, pelo Conselho de Cidadãos Brancos e pela Ku Klux Klan. Em 1962, Frederick D. Reese foi eleito presidente da DCVL.
Bernard Lafayette, junto com sua esposa Colia Liddel Lafayette, foi enviado a Selma pelo Comitê de Coordenação Estudantil Não-Violenta (SNCC) para fazer campanha pelo registro de eleitores negros na região em fevereiro de 1963. Ele conheceu os representantes da DCVL que o impressionaram, então ele recomendou que a organização fosse financiada. Em julho de 1963, manifestações e protestos estavam sendo coordenados pelo SNCC e pela DCVL. Em 7 de outubro de 1963, um dos dois dias do mês em que os moradores foram autorizados a ir ao tribunal para se registrar para votar, o SNCC e a DCVL mobilizaram mais de 300 negros do Condado de Dallas para fazerem fila no escritório de registro de eleitores no que foi chamado de "Dia da Liberdade".
Mesmo quando a Lei dos Direitos Civis de 1964 foi aprovada, encerrando legalmente a prática da segregação, eles ainda encontraram dificuldades para registrar eleitores negros. Na época, apenas 2,2% dos afro-americanos estavam registrados para votar no Condado de Dallas, graças ao trabalho contínuo da DCVL.
No final de 1964, eles receberam a ajuda da Conferência da Liderança Cristã do Sul, liderada por Martin Luther King Jr. Em 1965, a organização trabalhou em colaboração com o SNCC e a SCLC para organizar as marchas de Selma a Montgomery.
Depois que a SCLC e King lançaram a Campanha pelos Direitos ao Voto de Selma em 1965, em 2 de janeiro de 1965, o professor Frederick Reese, também presidente da DCVL, convenceu seus colegas professores a se juntarem a uma tentativa de se registrar para votar em massa. Eles fizeram três tentativas em 22 de janeiro de subir os degraus do tribunal do condado e foram derrotados todas as vezes. Como as tentativas anteriores de registro foram feitas principalmente por trabalhadores braçais e estudantes, esta marcou a primeira tentativa no Condado de Dallas por negros educados locais de se registrarem em grande número.
A primeira marcha de Selma a Montgomery foi tentada em 7 de março de 1965. O Domingo Sangrento foi iniciado pelo membro da SCLC James Bevel, e organizado por Bevel, Amelia Boynton e outros. Quando os manifestantes cruzaram a ponte, foram atacados pelos delegados do xerife do condado Jim Clark e pelos policiais estaduais do Alabama, e Amelia Boynton foi espancada e deixada inconsciente na rua. A foto de sua figura inconsciente foi amplamente divulgada e ajudou a alimentar a indignação com o tratamento dado aos manifestantes.
Outros membros da DCVL foram Annie Lee Cooper, Louis Lloyd Anderson (pastor da Igreja do Tabernáculo) e J. L. Chestnut. Gildersleeve também foi presidente da DCVL.